# فيسكوز
الفيسكوز (بالإنجليزية: Viscose)‏، طريقة لتحضير الرايون (الحرير الصناعي) والسيلوفان بتذويب مادة السليلولوز في محلول قاعدي بعد معالجتها كيميائيا في ثاني كبريتيد الكربون للحصول على كسانتات السليوروز، ومن ثم غزلها ومعالجة الليف الناتج في محلول حمضي لاستعادة السليولوز النقي، وقد طور هذه التقنية البريطانيون تشارلز كروس [الإنجليزية] وإدوارد بيفان [الإنجليزية] وكلايتون بيدل عام 1894 وأطلقوا عليه هذا الاسم نسبة إلى تكوين المحلول اللزج، ويعرف الليف الناتج عنها بهذا الاسم أيضاً، وهو خطأ شائع، إذ أن تسمية الليف الأدق هي رايون الفسكوز.

## تصنيع ألياف الفيسكوز
تعالج مادة السيليلوز (المأخوذة من لحاء الأشجار أو سيقان بعض النباتات ) بمحلول هيدروكسيد الصوديوم (%18)، أي أننا نقوم بعملية التلميع (المرسرة) حوالي ساعة من الوقت، نحصل بعدها على السيللوز القلوي، ثم يحفظ محلول السيليلوز القلوي الأخير بدرجة حرارة ما بين (25 – 40)°م خلال فترة من (10 – 30) ساعة. هذه المرحلة تسمى ماقبل النضوج، بعدها يعالج المحلول ثاني كبريتيد الكربون (CS2)، ويحصل بعدها على السيليلوز المعالج.
يُحل السيللوز المعالج في محلول ماءات الصوديوم بتركيز (4-6%) لمدة تتراوح بين (4-6) ساعات وبالتـالي نحصل على محلول لزج، وهـذا بدوره يحتوي من (7.5-9%) من مادة السيليلوز. ولكي نحصل على التركيز واللزوجة المناسبين يتم خلط هذه المحاليل مع بعضها البعض، بعدها يمرر المحلول بمرشحات وتستبعد فقاعات الهواء. الهدف تخليص المحلول من الشوائب، وكذلك من فقاعات الهواء التي تعيق العملية الصناعية لاحقًا. يترك المحلول من (20-40) ساعة، نحصل بعدها على محلول جاهز لصناعة الخيوط (البوليمير الجاهز).

صناعة الفيسكوز من السليولوز